# Pasquale Cavicchia
Pasquale Cavicchia (Montesilvano, 23 marzo 1942 – Montesilvano, 19 ottobre 2014) è stato un calciatore italiano, di ruolo attaccante.

## Carriera
Comincia a giocare nel Pescara e successivamente nella Maceratese. Nel 1962 viene ceduto alla Fiorentina, con cui disputa il campionato di Serie A 1962-1963, esordendo in massima serie a Firenze il 28 ottobre 1962 in Fiorentina-Palermo (3-1), e realizzando 4 reti (di cui tre in altrettante gare consecutive contro SPAL, Genoa e Roma) in soli 7 incontri disputati.
Nel 1963 passa al Padova in Serie B, categoria nella quale gioca fino al 1965, per poi passare alla Ternana in Serie C.
Torna in serie B con la Salernitana nella stagione 1966-1967, chiusa dai granata all'ultimo posto.
Ha successivamente giocato in Serie C con Anconitana, con cui vinse la classifica cannonieri del girone B nella stagione 1969-1970  e Chieti.
In carriera ha totalizzato complessivamente 7 presenze e 4 reti in Serie A e 80 presenze e 13 reti in Serie B.